# Phoroncidia paradoxa
Phoroncidia paradoxa là một loài nhện trong họ Theridiidae.
Loài này thuộc chi Phoroncidia. Phoroncidia paradoxa được Hippolyte Lucas miêu tả năm 1846.